# Isenção fiscal
Isenção fiscal  é quando certas rendas ou transações estão livres de impostos no nível federal, estadual ou municipal. Não deve ser confundida com dedução fiscal, a isenção fiscal libera o contribuinte de qualquer obrigação fiscal de pagar impostos sobre a transação ou renda que for isenta de impostos.

## Organizações isentas
Alguns governos concedem amplas isenções de todos os impostos para certos tipos de organizações. Essas isenções podem estar restritas a entidades que possuam várias características específicas. As isenções podem ser inerentes a definições ou restrições fora da própria legislação tributária.
Algumas jurisdições oferecem isenção apenas de certos impostos. Os Estados Unidos isentam certas organizações de impostos federais de renda, mas não de vários impostos especiais de consumo ou da maioria dos impostos trabalhistas.

## Isenção fiscal do Brasil
O Portal da Transparência usa o termo Renúncia fiscal e o define assim:
A renúncia fiscal ocorre quando o governo abre mão de receber o total ou parte dos tributos devidos em prol de um estímulo da economia ou de programas sociais, que serão desenvolvidos pelo setor privado ou por entidades não governamentais. Assim, o ato de renunciar a uma receita pública é uma política de governo, com o objetivo, dentre outros, de incentivar o desenvolvimento de setores econômicos estratégicos ou de regiões do país. Esse é o caso, por exemplo, da Zona Franca de Manaus.

### Legislação
O artigo 165 da Constituição Federal de 1988 estabelece o conjunto de benefícios fiscais como sendo de natureza financeira, tributária e creditícia, além de trazer a previsão de isenções, anistias, remissões e subsídios.  
O artigo 14 da Complementar nº 101 de 2000 (Lei de Responsabilidade Fiscal) especifica as modalidades da renúncia de receita. São elas: anistia, remissão, subsídio, crédito presumido, concessão de isenção em caráter não geral, alteração de alíquota ou modificação de base de cálculo que implique redução discriminada de tributos ou contribuições e outros benefícios que correspondam a tratamento diferenciado.
A Controladoria-Geral da União (CGU) está finalizando uma melhoria no Portal da Transparência para a divulgação dos dados de renúncia fiscal, identificando as empresas beneficiadas, nos últimos 10 anos.
Em janeiro de 2024, o Portal da Transparência passou a disponibilizar os dados sobre renúncias fiscais, a nova consulta detalha, de forma individualizada por empresa e benefício fiscal, mais de R$ 215 bilhões em valores renunciados da arrecadação de tributos federais e de incentivos relacionados a programas governamentais.

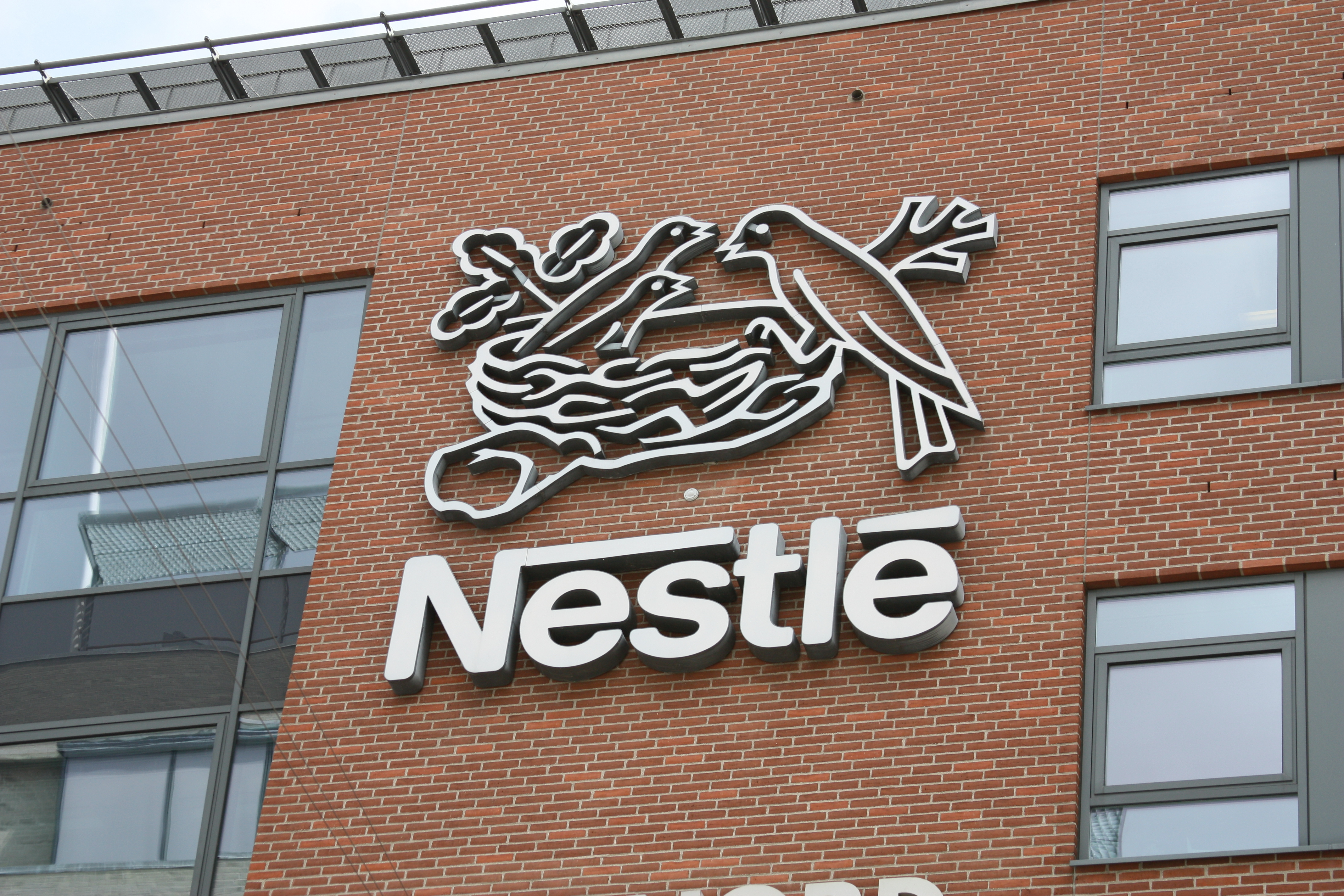
A Nestle teve uma isenção fiscal de 66 milhões de reais,porém, anunciou que cortará US$2,8 bilhões em custos, globalmente, até 2027

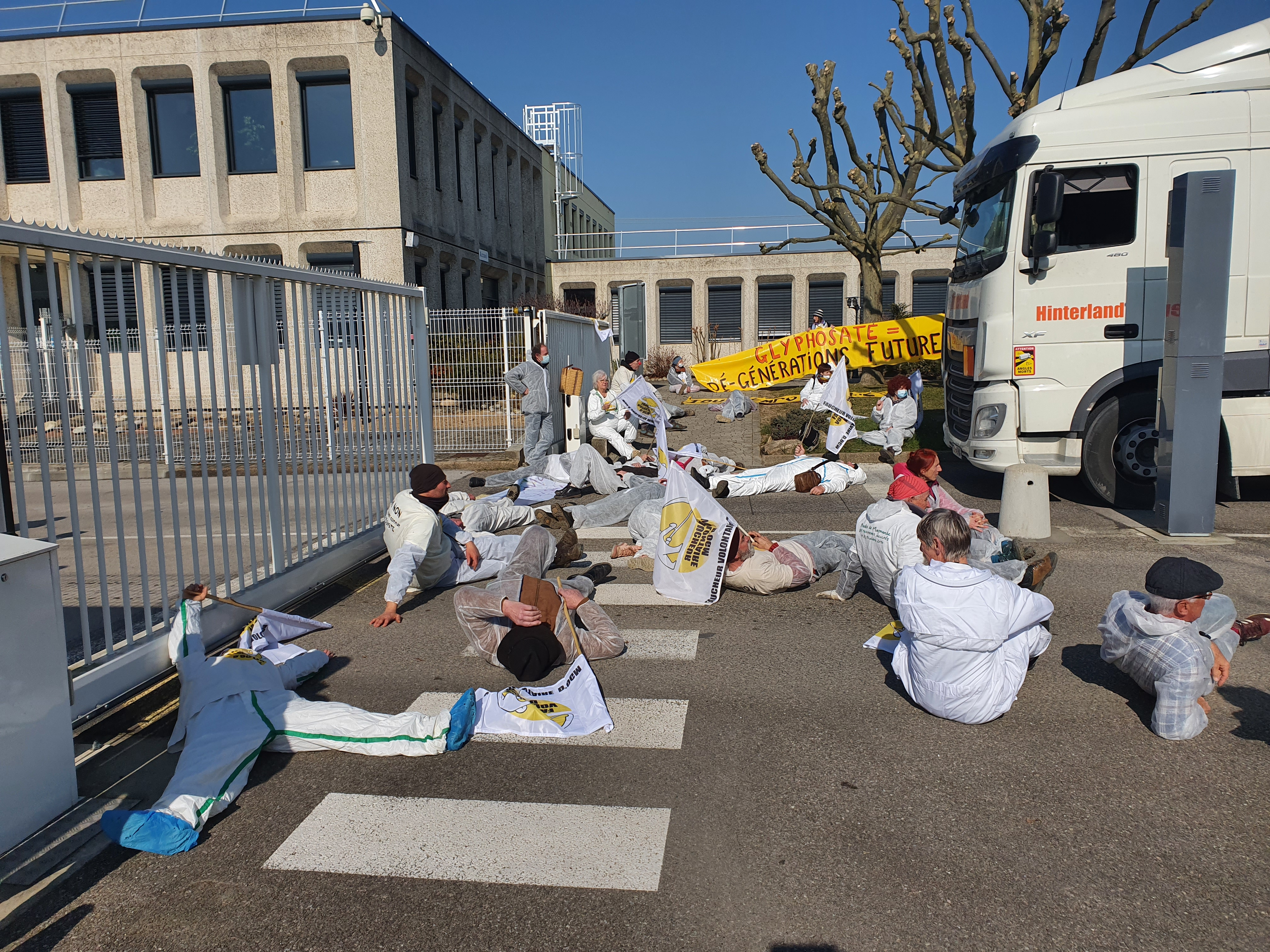
Manifestação contra o glifosato em frente à BASF, na França. No Brasil, a empresa foi isentada em mais de 907 milhões de reais em impostos

Inicialmente, os dados mostram a partir do ano-calendário 2021, ou seja, informações declaradas no exercício de 2022. A previsão de atualização é anual, com os dados revisados semestralmente. Do total de R$ 215 bilhões em renúncias fiscais no período, as cinco maiores beneficiárias em volume de recursos concedidos são:
- Petrobras (R$ 29,5 bilhões)
- Vale (R$ 19,2 bilhões)
- GE Celma (R$ 5,2 bilhões)
- FCA Fiat Chrysler Automóveis Brasil (R$ 4,6 bilhões)
- TAM Linhas Aéreas | (R$ 3,8 bilhões)

Mais tarde, em novembro, o Ministéri da fazenda liberou um documento com algumas empresas privilegiadas por isenções, quase 50 mil empresas foram beneficiadas com um total de 98 bilhões em incentivos nos primeiros oito meses do governo Lula, com o agronegócio ocupando a liderança. Os dados foram extraídos da Declaração de Incentivos, Renúncias, Benefícios e Imunidades de Natureza Tributária (Dirbi), uma ferramenta criada pela Receita Federal.
O benefício que representa a maior parte do total de renúncias fiscais é o destinado a adubos e fertilizantes, somando R$ 14,95 bilhões. Em seguida, a desoneração da folha de pagamentos consumiu R$ 12,26 bilhões. Outros destaques incluem os agrotóxicos, com R$ 10,79 bilhões, e o Programa Emergencial para Retomada do Setor de Eventos (Perse), que totalizou R$ 9,67 bilhões.
Na lista que contém 55 mil empresas constam também frigoríficos como JBS, farmaucêeticas como a Bayer entre outras empresas estrangeiras como Foxconn, Pepsico, Nestle e outras.